# Bengt Klefsjö
Bengt Klefsjö, född 11 mars 1943, är en svensk statistiker som är professor emeritus i kvalitetsteknik vid Luleå tekniska universitet.
Efter att ha undervisat vid Lunds universitet och Umeå universitet blev Klefsjö anställd som universitetsadjunkt när dåvarande Högskolan i Luleå startades 1971. Klefsjö doktorerade 1980 i matematisk statistik vid Umeå universitet under handledning av Gunnar Kulldorff, med en avhandling betitlad Properties and tests for some classes of life distributions. Vid Luleå tekniska universitet blev Klefsjö sedan universitetslektor i matematisk statistik, docent i tillförlitlighet 1987 och professor och ämnesföreträdare i kvalitetsteknink 1990. Han pensionerades 2008, men fortsatte arbeta deltid fram till 2016.
Klefsjö har två gånger fått utmärkelse för sina undervisningsinsatser från Luleå tekniska universitet och också utsetts till Årets lärare av studenterna. Klefsjö är vidare medlem i SIQ vetenskapliga råd, medlem i redaktionsrådet i flera vetenskapliga tidskrifter samt den svenska kvalitetstidningen Kvalitetsmagasinet.